# Hierococcyx fugax
El cuco huidizo (Hierococcyx fugax) es una especie de ave cuculiforme de la familia Cuculidae que vive en el sur y este de Asia.

## Taxonomía
Fue descrito científicamente por Thomas Horsfield como Cuculus fugax en 1821. Se reconocían cuatro especies de cuco huidizo pero en la actualidad la mayoría consideran al cuco filipino (H. pectoralis) una especie aparte. Su taxonomía sigue en discusión ya que algunos expertos lo encuadran dentro del género Hierococcyx y otros lo siguen considerando en Cuculus, y además otros taxónomos consideran que el resto de las tres formas son también especies separadas como H. fugax, H. nisicolor y H. hyperythrus.

## Comportamiento
Como a mayoría de los cucos practica el parasitismo de puesta. Las hembras ponen sus huevos en los nidos de otras especies de ave. El pollo de cuco al poco de eclosionar empuja fuera del nido al resto de huevos y pollos para quedarse con todo el suministro alimenticio que puedan proporcionar sus padres adoptivos. La presencia de un solo pollo podría producir que los progenitores acudieran con menos frecuencia a alimentar al pollo, para evitar esto los pollos de cuco huidizo, que a menudo son de mayor tamaño que sus padres adoptivos, tienen unas manchas bajo las alas del color de una boca de pollo abierta, de forma que cuando las despliega simula a presencia de más pollos en el nido. Esta estrategia difiere de la del cuco común que estimula a sus padres adoptivos mediante el sonido, con llamadas de más repetidas e insistentes que las de sus propios pollos.